# Пен, Ли Мин
Ли Мин Пен (укр. Лі Мін Пен; род. 15 января 1997, Николаев) — украинский шахматист, мастер спорта Украины (2015), гроссмейстер (2022).

## Биография
Родился в Николаеве 15 января 1997 года.
Закончил Национальный университет кораблестроения имени адмирала Макарова.
Шахматами начал увлекаться с детства и уже в раннем возрасте демонстрировал хорошие результаты на турнирах. Обучался под руководством Юрия Цицилина и Ларисы Мучник.
Участник чемпионатов мира и Европы среди юниоров. Участник чемпионата мира по блицу и быстрым шахматам (2021 год, Польша).

### Достижения
2011 — чемпион Украины до 14 лет (блиц и быстрые шахматы).
2013 — серебряный призёр чемпионата Украины до 16 лет.
2015 — чемпион Украины до 18 лет; бронзовый призёр чемпионата Украины до 20 лет.
2017 — серебряный призёр чемпионата Украины до 20 лет.
2020 — вице-чемпион мира среди студентов.
2020 — чемпион 77-го открытого чемпионата Николаевской области.

## Изменения рейтинга
| Графики недоступны из-за технических проблем. См. информацию на Фабрикаторе и на mediawiki.org. |